# Copa Gambardella
La Copa Gambardella es una competición de fútbol para equipos de categoría de 18 años de clubes franceses. Esta competición es organizada por la Federación Francesa de Fútbol (FFF).

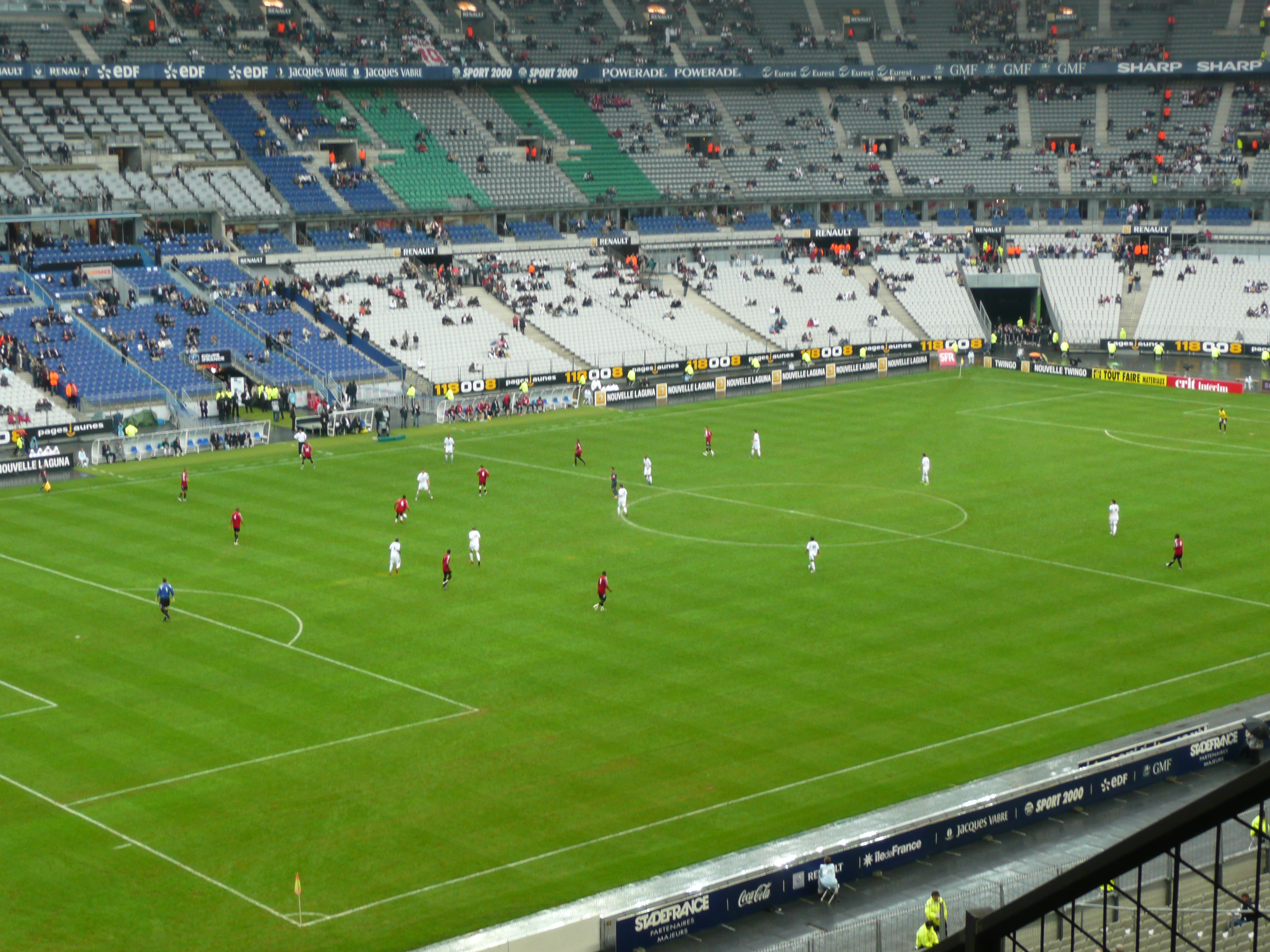
Final de la edición 2007-2008 entre el Stade Rennes y el Girondins de Burdeos, en el Stade de France (3-0).

## Historia
Antes de 1954 se celebraba la "Copa Nacional de Juniors", que fue rebautizada en honor de Emmanuel Gambardella, presidente de la Federación francesa de fútbol desde 1949 a 1953.

## Palmarés
| Edición | Campeón                   | Final Resultado | Subcampeón            |
| ------- | ------------------------- | --------------- | --------------------- |
| 1955    | Cannes (1)                | 3-0             | Lille                 |
| 1956    | Troyes (1)                | 2-1             | Stade de Reims        |
| 1957    | Racing Lens (1)           | 3-0             | Troyes                |
| 1958    | Racing Lens (2)           | 2-1             | Saint-Étienne         |
| 1959    | Racing París (1)          | 1-0             | Caen                  |
| 1960    | Lille                     | 1-0             | Quevilly              |
| 1961    | Nîmes Olympique (1)       | 2-0             | CO Joinville          |
| 1962    | Mónaco (1)                | 2-1             | Metz                  |
| 1963    | Saint-Étienne (1)         | 3-0             | CASG Paris            |
| 1964    | Stade de Reims            | 4-3             | Saint-Étienne         |
| 1965    | Racing Estrasburgo (1)    | 3-2             | Auxerre               |
| 1966    | Nîmes Olympique (2)       | 3-2             | Sporting Toulon Var   |
| 1967    | Quevilly                  | 2-1             | Stade Français        |
| 1968    | Martigues                 | 2-2             | Stade de Reims        |
| 1969    | Nîmes Olympique (3)       | 3-0             | ES Viry-Châtillon     |
| 1970    | Saint-Étienne (2)         | 3-3 (5-4 p.)    | Olympique de Lyon     |
| 1971    | Olympique de Lyon (1)     | 2-1             | Saint-Étienne         |
| 1972    | Mónaco (2)                | 2-1             | US Toulouse           |
| 1973    | Stade Rennes (1)          | 1-1 (6-5 p.)    | AS Brest              |
| 1974    | Nantes (1)                | 4-1             | Nancy                 |
| 1975    | Nantes (2)                | 1-1             | Sochaux               |
| 1976    | Girondins de Bordeaux     | 3-0             | ES Viry-Châtillon     |
| 1977    | Nîmes Olympique (4)       | 3-1             | Stade de Reims        |
| 1978    | INF Vichy (1)             | 3-1             | París Saint-Germain   |
| 1979    | Olympique de Marsella     | 2-0             | Racing Lens           |
| 1980    | INF Vichy (2)             | 1-0             | Metz                  |
| 1981    | Metz (1)                  | 1-0             | OGC Nice              |
| 1982    | Auxerre (1)               | 6-3             | Nancy                 |
| 1983    | Sochaux (1)               | 1-0             | Racing Lens           |
| 1984    | Stade Lavallois           | 0-0 (4-2 p.)    | Montpellier           |
| 1985    | Auxerre (2)               | 3-0             | Montpellier           |
| 1986    | Auxerre (3)               | 0-0 (9-7 p.)    | Nantes                |
| 1987    | Racing París (2)          | 2-1             | Grenoble Foot 38      |
| 1988    | INF Clairefontaine        | 1-0             | AS Beauvais Oise      |
| 1989    | Le Havre                  | 0-0 (4-2 p.)    | París Saint-Germain   |
| 1990    | Stade Brestois 29         | 3-1             | Grenoble Foot 38      |
| 1991    | París Saint-Germain       | 1-1 (3-1 p.)    | Auxerre               |
| 1992    | Racing Lens (3)           | 1-0             | Olympique de Lyon     |
| 1993    | Auxerre (4)               | 1-0             | Racing Lens           |
| 1994    | Olympique de Lyon (2)     | 5-0             | Caen                  |
| 1995    | Cannes (2)                | 2-0             | Racing Lens           |
| 1996    | Montpellier               | 1-0             | Nantes                |
| 1997    | Olympique de Lyon (3)     | 1-1 (5-4 p.)    | Montpellier           |
| 1998    | Saint-Étienne (3)         | 1-1 (5-3 p.)    | París Saint-Germain   |
| 1999    | Auxerre (5)               | 0-0 (5-4 p.)    | Saint-Étienne         |
| 2000    | Auxerre (6)               | 1-0             | Lille                 |
| 2001    | Metz (2)                  | 2-0             | Caen                  |
| 2002    | Nantes (3)                | 1-0             | OGC Nice              |
| 2003    | Stade Rennes (2)          | 4-1             | Racing Estrasburgo    |
| 2004    | Le Mans                   | 2-0             | Nîmes Olympique       |
| 2005    | Toulouse                  | 6-2             | Olympique de Lyon     |
| 2006    | Racing Estrasburgo (2)    | 3-1             | Olympique de Lyon     |
| 2007    | Sochaux (2)               | 2-2 (5-4 p.)    | Auxerre               |
| 2008    | Stade Rennes (3)          | 3-0             | Girondins de Bordeaux |
| 2009    | Montpellier (2)           | 2-0             | Nantes                |
| 2010    | Metz (3)                  | 1-1 (4-3 p.)    | Sochaux               |
| 2011    | Mónaco (3)                | 1-1 (4-3 p.)    | Saint-Étienne         |
| 2012    | OGC Nice                  | 2-1             | Saint-Étienne         |
| 2013    | Girondins de Bordeaux (2) | 1-0             | Sedan Ardennes        |
| 2014    | Auxerre (7)               | 2-0             | Stade de Reims        |
| 2015    | Sochaux (3)               | 2-0             | Olympique de Lyon     |
| 2016    | Mónaco (4)                | 3-0             | Racing Lens           |
| 2017    | Montpellier (3)           | 1-1 (5-4 p.)    | Olympique de Marsella |
| 2018    | Troyes (2)                | 2-1             | Tours                 |
| 2019    | Saint-Étienne (4)         | 2-0             | Toulouse              |
| 2022    | Olympique de Lyon (4)     | 1-1 (5-3 p.)    | Caen                  |
| 2023    | Mónaco (5)                | 6-2             | Clermont Foot 63      |